# Vellozia

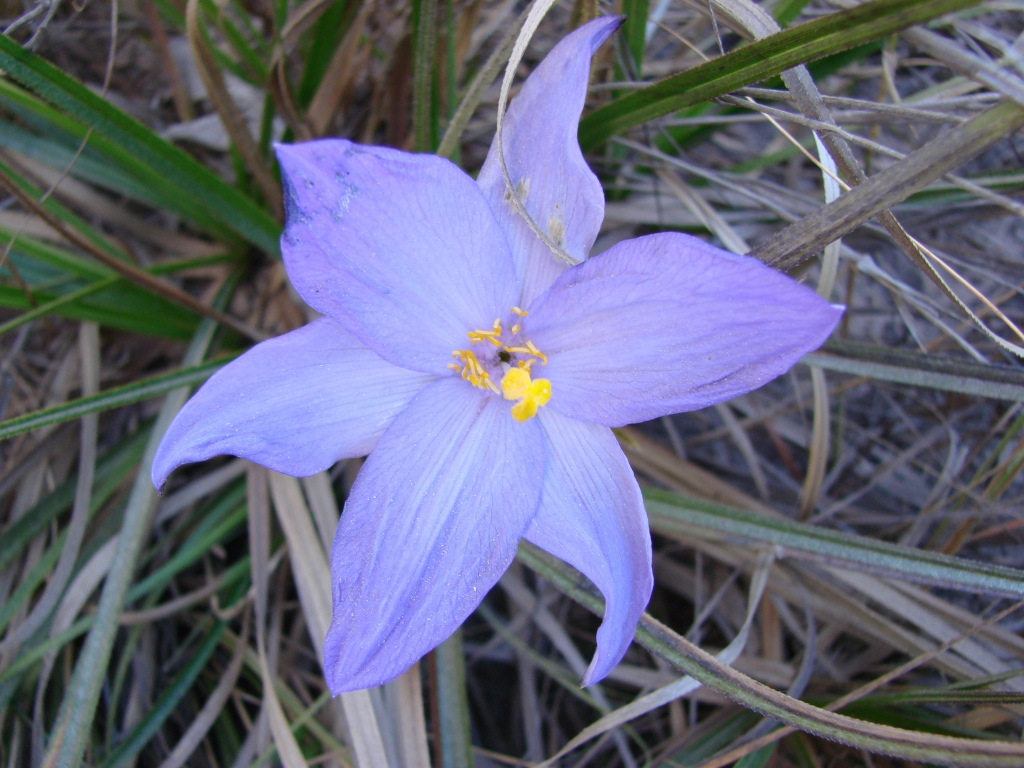
Vellozia angustifolia

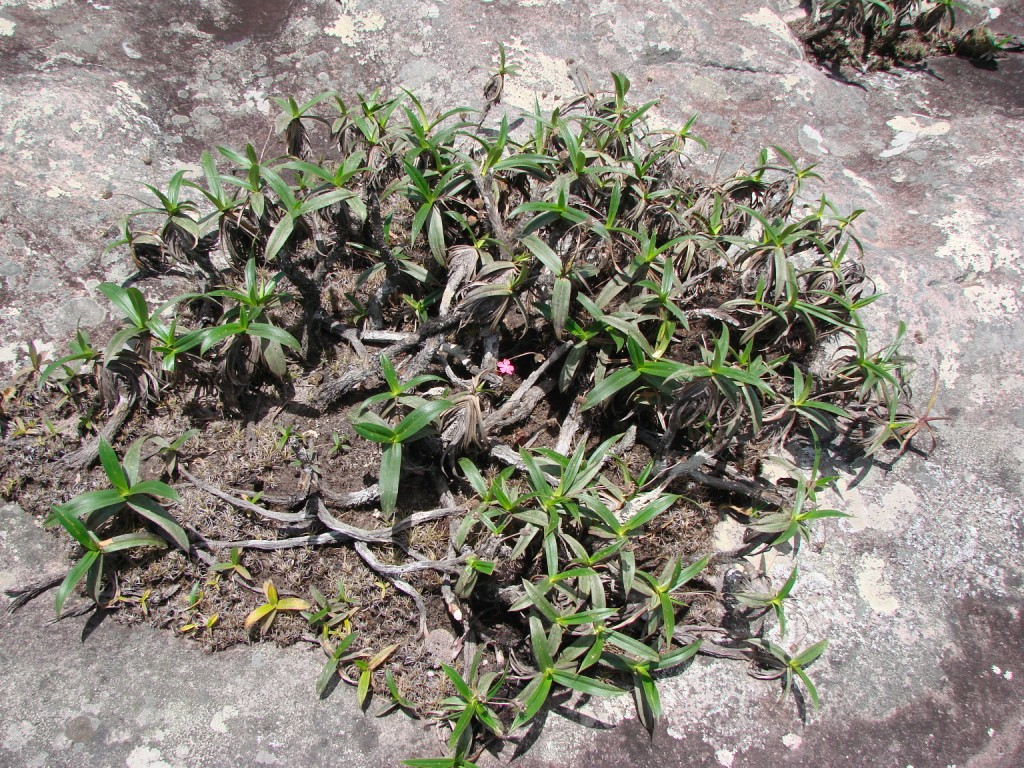
Vellozia hemisphaerica

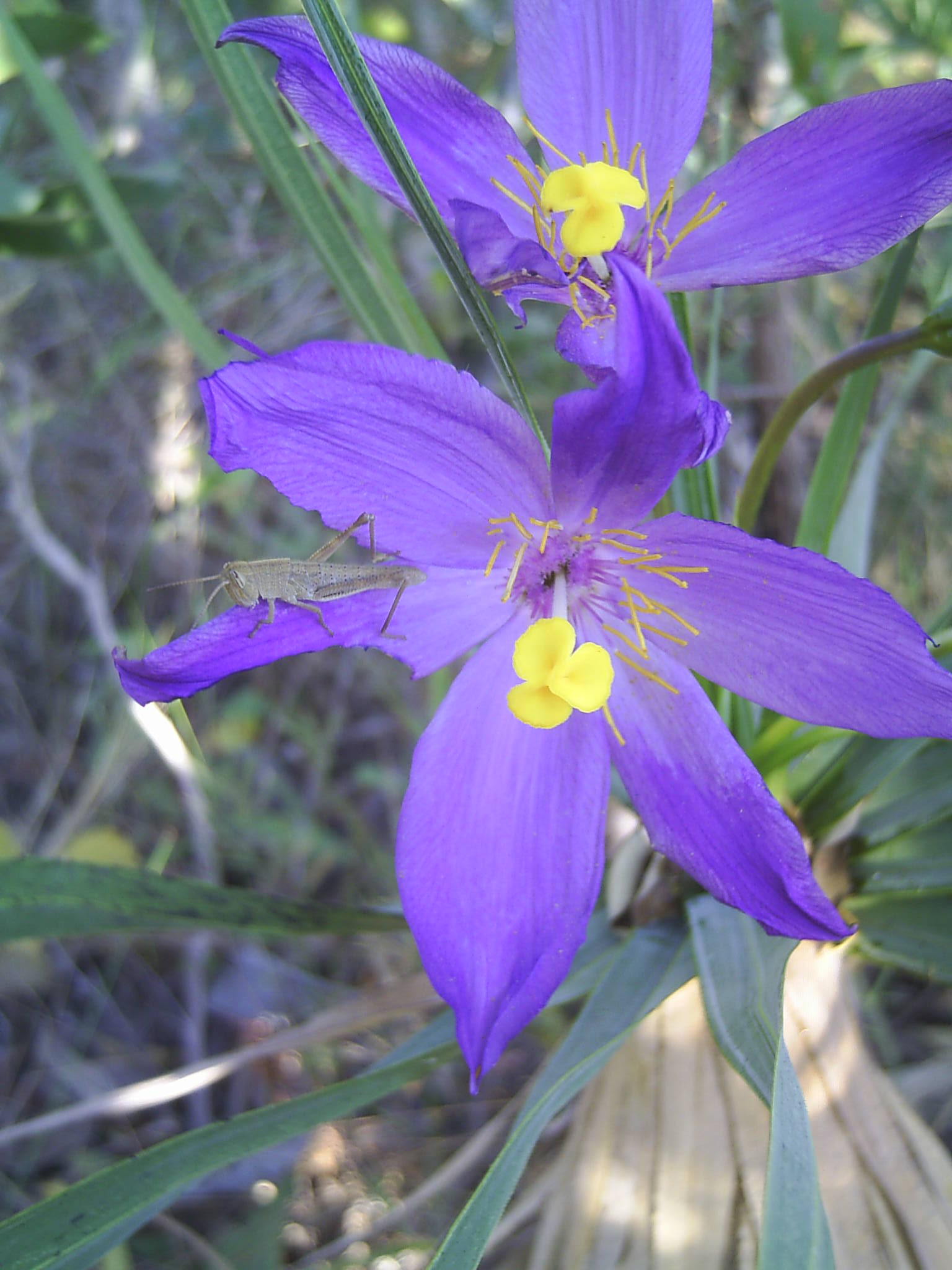
Vellozia squamata

Vellozia Vand., 1788è un genere di angiosperme monocotiledoni della famiglia Velloziaceae.

## Distribuzione e habitat
Il genere è endemico del Sud America ad eccezione di una specie (V. tubiflora), la cui estensione si estende fino a Panama. La maggior parte delle specie è originaria del Brasile, con una densa concentrazione di specie nello stato del Minas Gerais.

## Tassonomia
Il genere comprende le seguenti specie:
- Vellozia abietina Mart.
- Vellozia alata L.B.Sm.
- Vellozia albiflora Pohl
- Vellozia aloifolia Mart.
- Vellozia alutacea Pohl
- Vellozia andina Ibisch, R.Vásquez & Nowicki
- Vellozia angustifolia Goethart & Henrard
- Vellozia arenicola L.B.Sm.
- Vellozia armata Mello-Silva
- Vellozia asperula Mart.
- Vellozia auriculata Mello-Silva & N.L.Menezes
- Vellozia bahiana L.B.Sm. & Ayensu
- Vellozia barbaceniifolia Seub.
- Vellozia barbata Goethart & Henrard
- Vellozia bicarinata L.B.Sm. & Ayensu
- Vellozia blanchetiana L.B.Sm.
- Vellozia brachypoda L.B.Sm. & Ayensu
- Vellozia bradei Schulze-Menz
- Vellozia brevifolia Seub.
- Vellozia breviscapa Mart.
- Vellozia bulbosa L.B.Sm.
- Vellozia caespitosa L.B.Sm. & Ayensu
- Vellozia candida J.C.Mikan
- Vellozia canelinha Mello-Silva
- Vellozia capiticola L.B.Sm.
- Vellozia caput-ardeae L.B.Sm. & Ayensu
- Vellozia caruncularis Mart. ex Seub.
- Vellozia castanea L.B.Sm. & Ayensu
- Vellozia caudata Mello-Silva
- Vellozia ciliata L.B.Sm.
- Vellozia cinerascens (Mart.) Mart. ex Seub.
- Vellozia compacta Mart.
- Vellozia coronata L.B.Sm.
- Vellozia costata L.B.Sm. & Ayensu
- Vellozia crinita Goethart & Henrard
- Vellozia crispata L.B.Sm.
- Vellozia cryptantha Seub.
- Vellozia dasypus Seub.
- Vellozia decidua L.B.Sm. & Ayensu
- Vellozia declinans Goethart & Henrard
- Vellozia dracaenoides R.J.V.Alves & N.G.Silva
- Vellozia echinata Goethart & Henrard
- Vellozia epidendroides Mart.
- Vellozia everaldoi N.L.Menezes
- Vellozia exilis Goethart & Henrard
- Vellozia fibrosa Goethart & Henrard
- Vellozia filifolia (L.B.Sm.) Mello-Silva
- Vellozia fimbriata Goethart & Henrard
- Vellozia fontellana R.J.V.Alves & N.G.Silva
- Vellozia froesii L.B.Sm.
- Vellozia fruticosa L.B.Sm.
- Vellozia furcata L.B.Sm. & Ayensu
- Vellozia geotegens L.B.Sm. & Ayensu
- Vellozia gigantea N.L.Menezes & Mello-Silva
- Vellozia giuliettiae N.L.Menezes & Mello-Silva
- Vellozia glabra J.C.Mikan
- Vellozia glandulifera Goethart & Henrard
- Vellozia glauca Pohl
- Vellozia glochidea Pohl
- Vellozia goiasensis L.B.Sm.
- Vellozia graminea Pohl
- Vellozia granulata Goethart & Henrard
- Vellozia grao-mogulensis L.B.Sm.
- Vellozia grisea Goethart & Henrard
- Vellozia gurkenii L.B.Sm.
- Vellozia harleyi L.B.Sm. & Ayensu
- Vellozia hatschbachii L.B.Sm. & Ayensu
- Vellozia hemisphaerica Seub.
- Vellozia hirsuta Goethart & Henrard
- Vellozia hypoxoides L.B.Sm.
- Vellozia incurvata Mart.
- Vellozia intermedia Seub.
- Vellozia jolyi L.B.Sm.
- Vellozia laevis L.B.Sm.
- Vellozia lilacina L.B.Sm. & Ayensu
- Vellozia linearis Mello-Silva
- Vellozia luteola Mello-Silva & N.L.Menezes
- Vellozia macedonis Woodson
- Vellozia marcescens L.B.Sm.
- Vellozia maxillarioides L.B.Sm.
- Vellozia metzgerae L.B.Sm.
- Vellozia minima Pohl
- Vellozia modesta L.B.Sm. & Ayensu
- Vellozia nanuzae L.B.Sm. & Ayensu
- Vellozia nivea L.B.Sm. & Ayensu
- Vellozia nuda L.B.Sm. & Ayensu
- Vellozia obtecta Mello-Silva
- Vellozia ornata Mart.
- Vellozia ornithophila Mello-Silva
- Vellozia patens L.B.Sm. & Ayensu
- Vellozia peripherica Mello-Silva
- Vellozia pilosa Goethart & Henrard
- Vellozia piresiana L.B.Sm.
- Vellozia prolifera Mello-Silva
- Vellozia pterocarpa L.B.Sm. & Ayensu
- Vellozia pulchra L.B.Sm.
- Vellozia pumila Goethart & Henrard
- Vellozia punctulata Seub.
- Vellozia pusilla Pohl
- Vellozia pyrantha A.A.Conc.
- Vellozia ramosissima L.B.Sm.
- Vellozia religiosa Mello-Silva & D.Sasaki
- Vellozia resinosa Mart.
- Vellozia scabrosa L.B.Sm. & Ayensu
- Vellozia scoparia Goethart & Henrard
- Vellozia sellowii Seub.
- Vellozia semirii Mello-Silva & N.L.Menezes
- Vellozia sessilis L.B.Sm. ex Mello-Silva
- Vellozia seubertiana Goethart & Henrard
- Vellozia sincorana L.B.Sm. & Ayensu
- Vellozia spiralis L.B.Sm.
- Vellozia squalida Mart.
- Vellozia squamata Pohl
- Vellozia stellata L.B.Sm. & Ayensu
- Vellozia stenocarpa Mello-Silva
- Vellozia stipitata L.B.Sm. & Ayensu
- Vellozia strangii L.B.Sm. ex Mello-Silva
- Vellozia streptophylla L.B.Sm.
- Vellozia subalata L.B.Sm. & Ayensu
- Vellozia subscabra J.C.Mikan
- Vellozia sulphurea Pohl
- Vellozia swallenii L.B.Sm.
- Vellozia taxifolia (Mart. ex Schult. & Schult.f.) Mart. ex Seub.
- Vellozia teres L.B.Sm. & Ayensu
- Vellozia tillandsioides Mello-Silva
- Vellozia tomeana L.B.Sm. & Ayensu
- Vellozia tomentosa Pohl
- Vellozia torquata L.B.Sm. & Ayensu
- Vellozia tragacantha (Mart. ex Schult. & Schult.f.) Mart. ex Seub.
- Vellozia tubiflora (A.Rich.) Kunth
- Vellozia variegata Goethart & Henrard
- Vellozia verruculosa Mart.
- Vellozia viannae L.B.Sm.
- Vellozia wasshausenii L.B.Sm. & Ayensu